# 三菱・MiEV Evolution
MiEV Evolution（ミーブ エボリューション）は、三菱自動車工業がパイクスピーク・インターナショナル・ヒルクライム (PPIHC) に出場するために開発した競技専用車両である。
三菱自動車は、2012年3月にプロトタイプEVでPPIHCに参戦することを発表した。2009年に終了したダカール・ラリー以来の、ワークス体制を布いてのモータースポーツ活動となる。
3か年計画で、将来の量産車技術開発を目的とし、2012年はクラス優勝、2013年は総合優勝、2014年はクラス優勝を目標においた。

## i-MiEV Evolution
三菱は、2012年3月にプロトタイプEVで PPIHC に参戦することを発表し、5月に参戦体制とともに i-MiEV Evolution を発表した。2012年大会には i-MiEV Evolution 1台とともに北米仕様の i-MiEV 1台を参戦させる。チーム監督は増岡浩が務める。ドライバーは i-MiEV Evolution を増岡が、i-MiEV はベッキー・ゴードンが務める。

### デザイン
スチールパイプで組まれたフレームにカーボン製カウルを組み合わせたプロトタイプマシンで、市販車の i-MiEV をベースにしていないが、カウルに i-MiEV の意匠が取り入れられている。
モーター、バッテリーセル、インバーター、メーターパネル、CHAdeMO規格の充電システムは i-MiEV のものを、足回り (ホイール、ハブ、ブレーキ)、ラジエーターはランサーエボリューションXのものを流用している。
i-MiEV の Y4F1型モーターを前輪駆動に1基、後輪駆動に2基搭載する。市販車の仕様で確保しているマージンを削り、印加電流・電圧を引き上げることで 47 kW から 80 kW に出力を向上させている。後輪の2基は結合しており、左右独立駆動制御は行っていない。
バッテリーはi-MiEVで使用しているバッテリーセルをパッケージングして35 kWh分搭載する。

### PPIHC 2012
8月8日 - 8月10日
練習走行日
8月11日
セットアップデー
8月12日
決勝
8日に行われた練習走行の2周目で増岡はコースアウトし、マシンを損傷した。マシンの修理は11日までかけて行われ、9 - 10日の練習走行で増岡はベッキー・ゴードンのi-MiEVを使用して練習走行を行った。
決勝はEVクラス首位の TMG・EV P002 から約15秒遅れの10分30秒850で走行し、EVクラス2位を獲得した。

## MiEV Evolution II
2013年5月16日、PPIHC2013への参戦を発表。同時に体制と新型車両 MiEV Evolution II を公開した。2013年大会には2台の MiEV Evolution II を参戦させる。監督は前年に続き増岡が、ドライバーは増岡と2輪で6度の優勝経験を持つグレッグ・トレーシーが務める。

### 変更点
2013年参戦車両は i の名前を外して MiEV Evolution II となった。
市販車のモチーフを取り入れることを止め、グラウンド・エフェクトを積極的に利用するなど空力性能を追求した。i-MiEV Evolution と比較してドラッグ値は同等のまま、ダウンフォース量は4倍に向上している。ドライバーの両サイド、背後にバッテリーを積んでいたレイアウトを、バッテリーを床下に敷き詰めその上にドライバーシートが載るレイアウトに変更している。これによりドライバーの着座位置は上昇しているが重心は低下した。
モーターとバッテリーは量産を志向した先行研究品を使用する。モーター数は4基に増やされ、1基あたり 100 kW、合計 400 kW の出力を発揮する。前輪は 2 つのモーターの駆動力をLSDを介して配分し、後輪は左右1つずつのモーターで独立駆動する。バッテリーは 50 kWhに増量された。
4輪ブレーキ制御、後輪の左右駆動力制御を組み合わせた S-AWC 制御を実装した。

### PPIHC 2013
6月25日
練習走行
6月26 - 28日
練習走行・予選
6月29日
セットアップデー
6月30日
決勝
25日の練習走行は増岡がクラス1位、トレーシーがクラス2位を獲得。26日の練習走行はトレーシーがクラス1位、増岡がクラス2位を獲得。27日の予選はトレーシーがクラス1位、増岡がクラス2位を獲得。28日の練習走行はトレーシーがクラス1位、増岡がクラス3位を獲得。練習走行・予選を通して上位を占有した。
決勝では出走前に荒天となり、ウェット路面を走行することになった。増岡がクラス2位 (10分21秒866)、トレーシーがクラス3位 (10分23秒649) を獲得。ウェットコンディションを想定したテストもセッティングもできていなかった。

## MiEV Evolution III
2014年6月2日、PPIHC2014への参戦を発表。新型車両 MiEV Evolution III を公開した。監督・ドライバーは前年同様、増岡とトレーシーが務める。

### 変更点
前年の MiEV Evolution II をベースに改良を加えている。
空力面ではフロントスポイラーの拡大やカナードの追加などにより MiEV Evolution II に対して1.5倍のダウンフォース量を得ている。
モーターは電圧設定の見直しにより1基あたり112.5 kWに上昇した。バッテリーは前年に使用した個体を引き続き使用している。
S-AWC 制御にトラクションコントロールを追加した。

### PPIHC 2014
6月24日
練習走行
6月25 - 27日
公式練習走行
6月29日
決勝
25 - 27日の公式練習走行では、3日間を通してトレーシーがクラス1位、増岡がクラス2位を獲得した。
決勝ではトレーシーが9分08秒188でEV改造クラス優勝 (総合2位)、増岡が9分12秒204でEV改造クラス2位 (総合3位) を獲得した。